# Lithosia
Lithosia là một chi bướm đêm thuộc phân họ Arctiinae, họ Erebidae.

## Các loài
- Lithosia quadra Linnaeus, 1758